# Grotte de Gournier
La grotte de Gournier est une propriété privée, située près de Choranche dans le massif du Vercors. La cavité s'ouvre à 572 m d'altitude au pied de la falaise du plateau de Presles. Elle est une des exsurgences du massif des Coulmes et la grotte est considérée par de nombreux spéléologues comme la plus belle rivière souterraine des Alpes.

## Historique
Oscar Decombaz en 1899 visite en barque le lac d'entrée. En 1947 une escalade au-dessus du lac par Jean Deudon permet d'accéder à la galerie fossile. Une équipe dont fait partie André Bourgin explore sur près de deux kilomètres cette galerie souvent concrétionnée. Deux accès sont découverts pour rejoindre la rivière sous-jacente. Elle est remontée jusqu'à une cascade de douze mètres en 1949. Cette dernière est franchie en 1952 par Pierre Chevalier et la rivière est suivie jusqu'à une grande salle. Dans les années 1960 le spéléo club de la Seine trouve la suite et s'arrête à la cote +270 m  sur un siphon. Le spéléo club de Lyon en mars 1973 franchit l'obstacle mais un deuxième siphon se présente. En 1974, il est plongé et en novembre 1975 à 5,3 kilomètres de l'entrée la cote + 460 m est atteinte au pied d'une cascade de 5 mètres. En préparant une sortie pour passer l'obstacle en novembre 1976, trois spéléologues rhodaniens Michel Schmidt, Roland Chenevier et Daniel Trouilleux, sont emportés par une crue.
Le spéléo club de Dijon reprend les explorations en mai 1981, et après la cascade de 5 mètres, 2200 mètres de galeries sont découvertes jusqu'à la cote + 605 m. En 1982 le terminus est atteint à + 680 m. Au-dessus de l'extrême amont des spéléologues creusent depuis plusieurs années des dolines en espérant rejoindre les galeries sous-jacentes,.

## Description
Le porche d'entrée donne sur un lac de 40 mètres de long. Au-dessus une galerie fossile de deux kilomètres, de 10 × 20 mètres de large, présente par endroits de beaux planchers stalagmitiques. Sous cette galerie quatre accès permettent d'atteindre la rivière souterraine. Une belle rivière avec cascades et plans d'eau peut être suivie jusqu'à la salle Chevalier. Après une partie complexe on peut retrouver la rivière. Le siphon Jérôme se présente mais on peut le passer à la nage. Un second siphon peut être évité puis la galerie devient grande avec une section de 20 × 20 mètres. On progresse dans une rue d'eau, l'Aquagalerie et à l'amont de la cascade de 5 mètres on poursuit la rivière. Après la salle des Burgondes la galerie devient plus grande puis le réseau devient méandriforme pour s'arrêter à + 680 m.

## Géologie
La cavité se développe au contact Urgonien- Hauterivien. La rivière est creusée dans l'Hauterivien et les galeries fossiles dans l'Urgonien. Le réseau se développe sur une faille nord est-sud ouest. La galerie fossile a été vraisemblablement formée au Pliocène sous un climat subtropical, il y a 3-4 millions d'années. L'actif a été creusé lors des épisodes glaciaires du Riss II et du Würm.

## Captage
Un captage pour alimenter le village de Presles a été envisagé en 1997 mais une autre solution a été trouvée.

## Galerie

Aspects de la grotte de Gournier
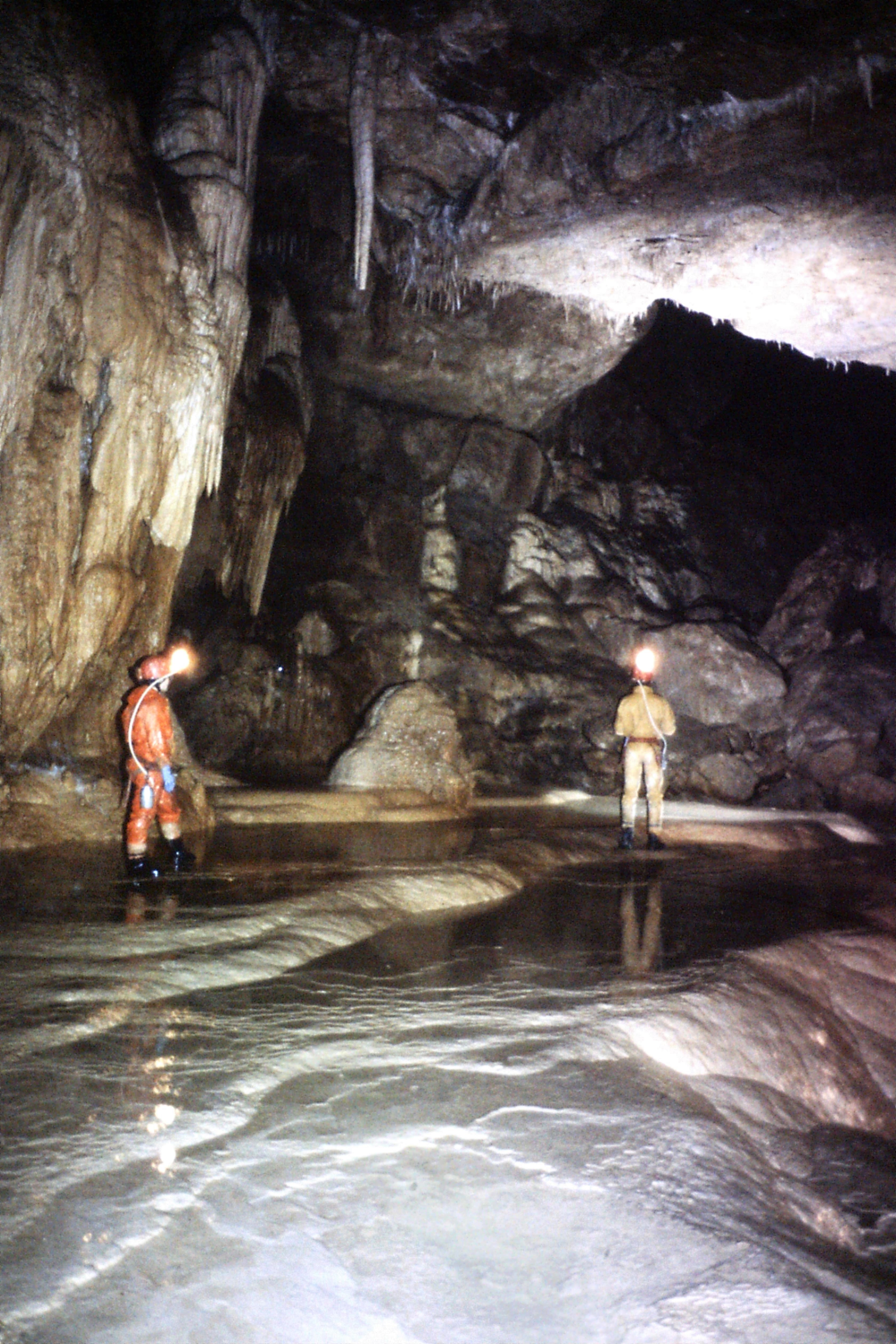
Gours au début de la galerie fossile.
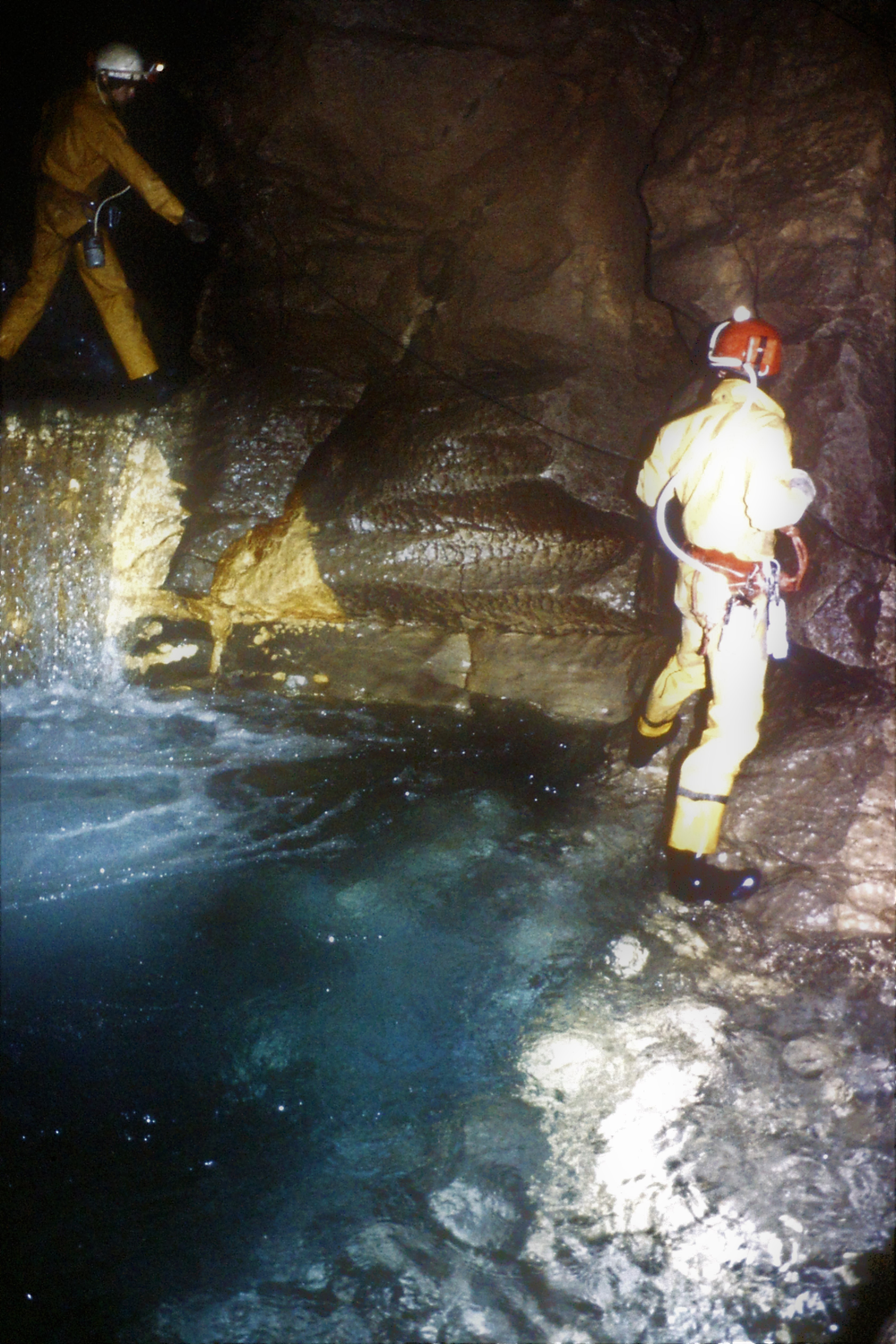
Début de la rivière.
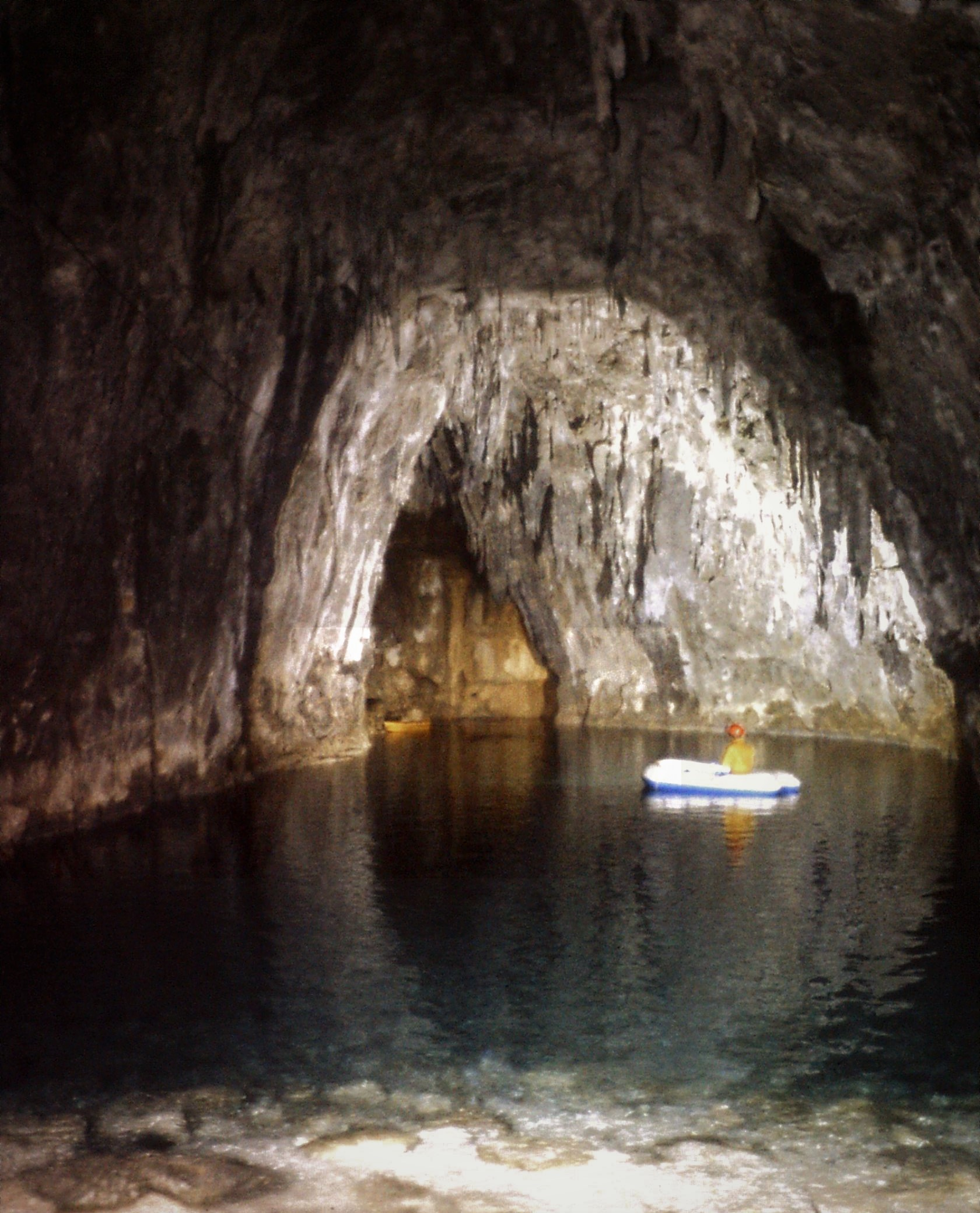
Le lac d'entrée de la grotte de Gournier.
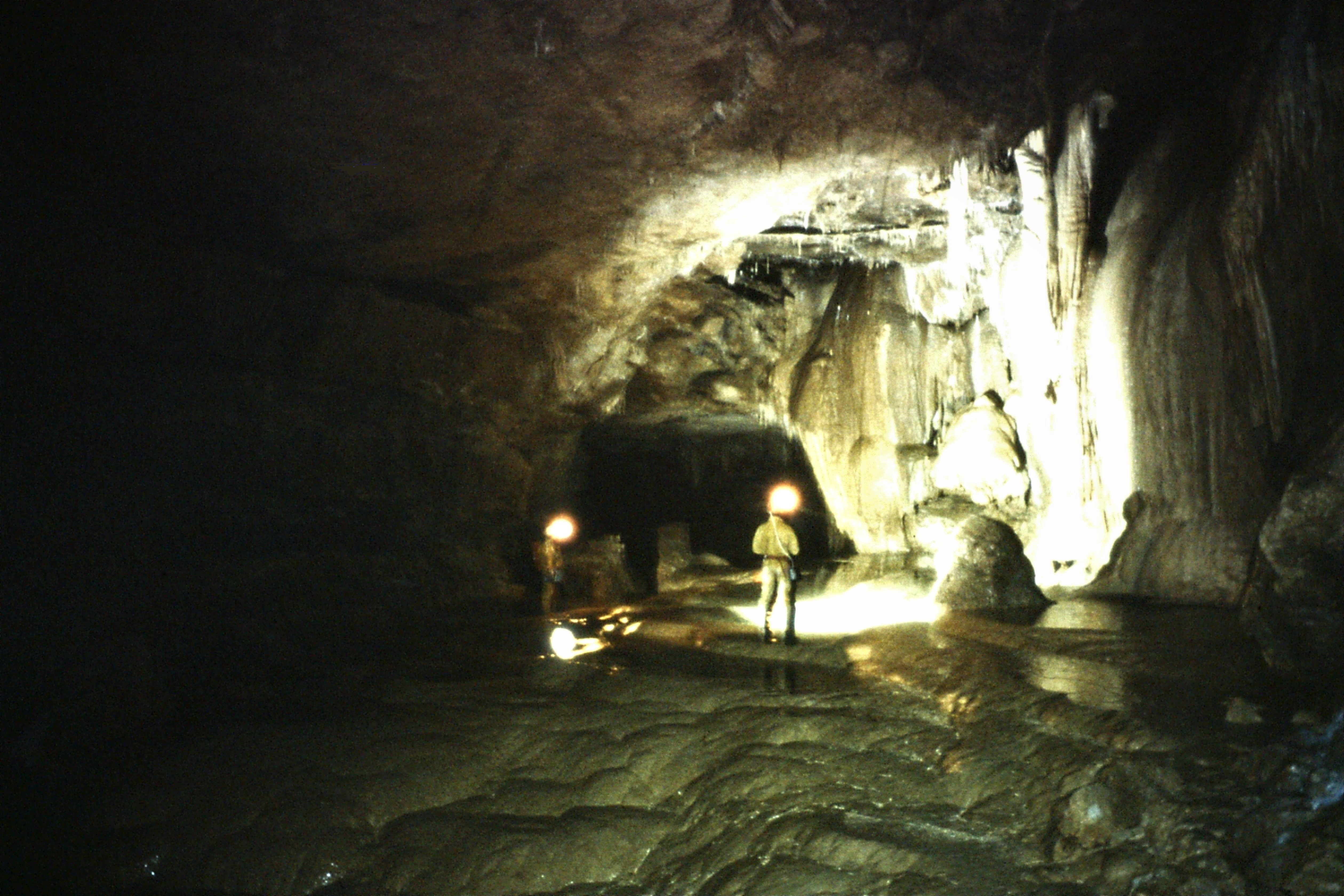
Un des tronçons admirables de la galerie fossile de Gournier.
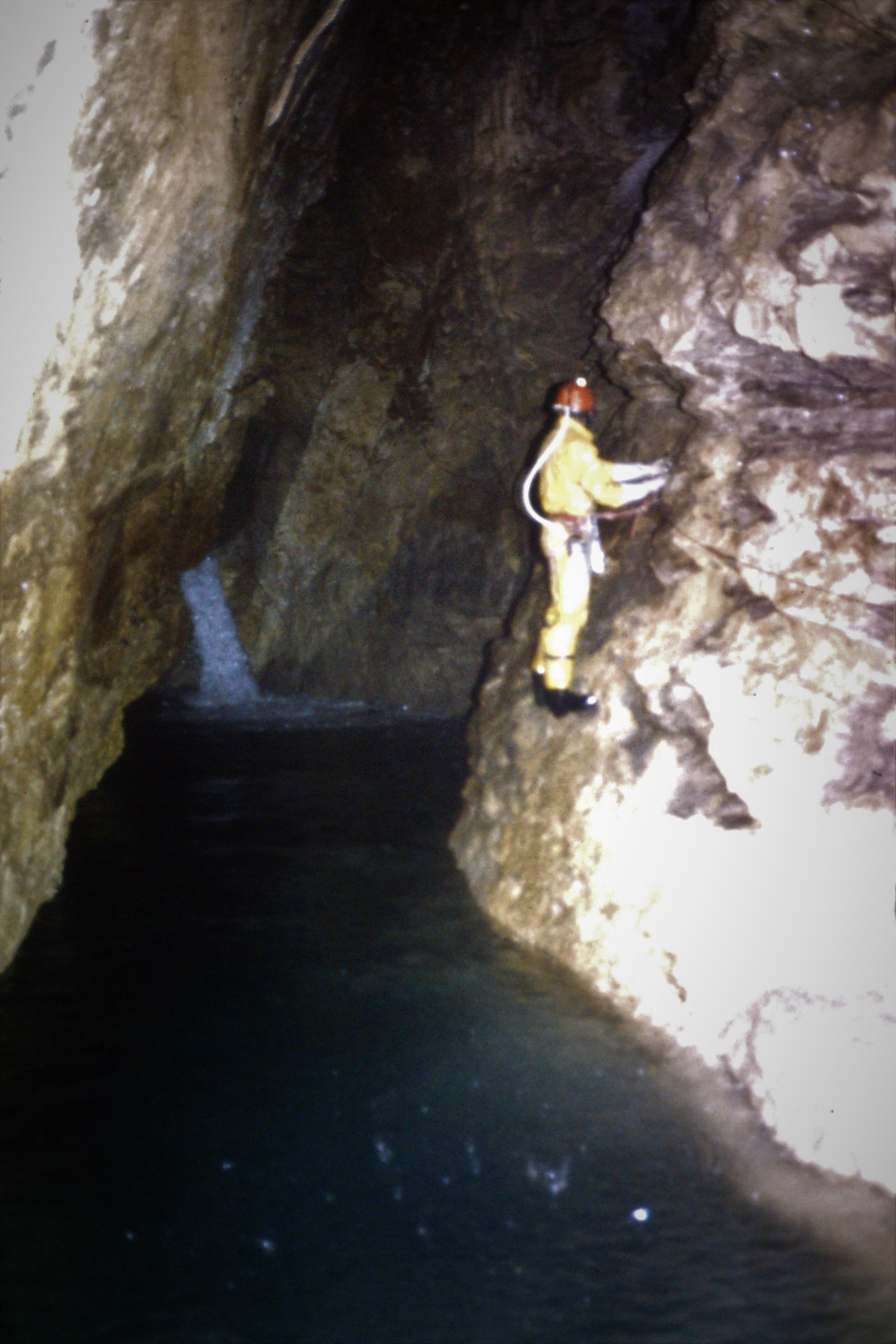
La rivière, constituée de plans d'eau et de cascades.
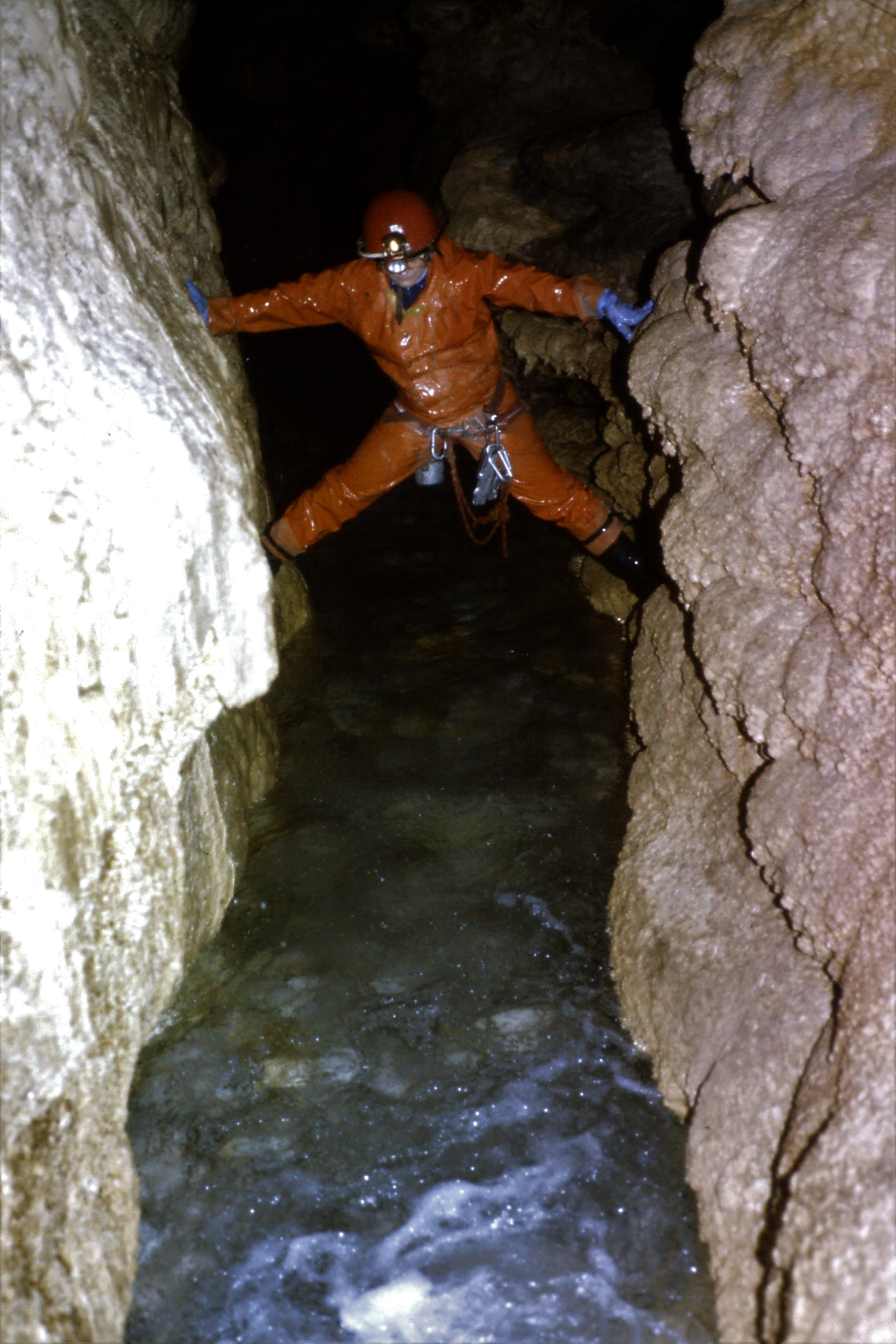
Progression au dessus de la rivière.